# Роженек
Роженек (пол. Rożenek) — село в Польщі, у гміні Александрув Пйотрковського повіту Лодзинського воєводства. Населення — 107 осіб (2011).
У 1975—1998 роках село належало до Пйотрковського воєводства.

## Демографія
Демографічна структура станом на 31 березня 2011 року:
|          | Загалом | Допрацездатний вік | Працездатний вік | Постпрацездатний вік |
| -------- | ------- | ------------------ | ---------------- | -------------------- |
| Чоловіки | 53      | 7                  | 40               | 6                    |
| Жінки    | 54      | 13                 | 25               | 16                   |
| Разом    | 107     | 20                 | 65               | 22                   |